# Les Schtroumpfs
Les Schtroumpfs (Brasil: Os Smurfs / Portugal: Os Estrumpfes) é uma franquia de mídia criada pelo cartunista e roteirista belga Pierre Culiford, mais conhecido pelo seu nome artístico Peyo (1928—1992).
A ideia sobre a língua e o nome usados pela franquia começou durante um almoço em 1945, quando o autor acabou criando a palavra "Schtroumpf", que se refere às pequenas criaturas azuis. As personagens apareceram pela primeira vez em 1958 na história em quadrinhos de Johan et Pirlouit como coadjuvantes. Os leitores gostaram das novas criaturas e, devido ao grande sucesso da nova criação e pedido de editores, uma série de história em quadrinhos dedicada a eles foi criada. No ano de 1981, a Hanna-Barbera Productions, contando com a participação do criador da franquia, fez uma série de animação. A criação de Peyo se expandiu também para filmes, que incluem Os Smurfs e Os Smurfs 2, jogos, brinquedos, propagandas e parque temático.
Os Smurfs são criaturas azuis humanoides, eventualmente classificadas como lutins, que usam, em maioria, uma vestimenta uniforme (usam um barrete frígio, uma calça e um par de sapatos brancos sem o comum uso de roupas como camisas ou camisetas), possuem seus nomes normalmente ligados com suas características e moram em uma vila em meio de uma floresta. Essa vila possui mais de cem habitantes, e tem como líder dela Papai Smurf.
Os episódios contam a estória sobre a vida dos Smurfs, narrando sobre o cotidiano deles, as caçadas de Gargamel, principal antagonista da série, e as eventuais aventuras que podem acontecer com eles. O enredo emprega, no geral, elementos de fantasia, aventura e comédia. Não há um protagonista somente, entretanto a franquia possui personagens que com frequentes participações como Papai Smurf, Smurfette, Gênio, Joca, Robusto, e Desastrado.

## Origem

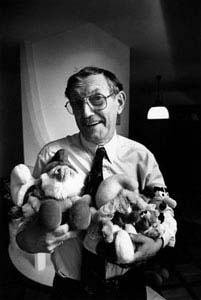
Peyo, criador dos Smurfs, segurando bonecos das personagens criadas por ele.

### Criação do nome e língua
Após sua chegada na Spirou, Peyo tornou-se em bom amigo com um que permitiu que fosse contratado lá, André Franquin. Os dois amigos e suas esposas não perdiam oportunidades de passar um tempo juntos durante as férias ou refeições. Durante uma refeição no ano de 1957, Peyo quis pedir o saleiro para seu amigo, entretanto ele esquecera como era a palavra e substituiu por "Schtroumpf", fazendo seu pedido: "Passa-me o... schtroumpf". André aproveitou a situação e respondeu "Bem, aqui está seu schtroumpf e quando acabar de schtroumpfar, schtroumpfe de volta". Isso acabou se transformando em uma piada entre os dois, que começaram a traduzir algumas tiras e canções em schtroumpf. O nome "smurf" é a tradução holandesa original do francês "schtroumpf".
Em Portugal, foi primeiro adotado Estrumpfe como palavra que designa as criaturas, aportuguesamento da palavra original, Schtroumpf; com a influência do Acordo Ortográfico de 1990, em que se eliminaram palavras com consoantes mudas, passou a ser também grafado como Estrunfe e são chamados também pela palavra Smurf, por causa da influência do filme Os Smurfs. No Brasil, foi primeiro traduzido como Strunfs, também pela adaptação da palavra original, e, com a chegada da série animada ao Brasil na década de 1980, são designados com o mesmo nome da série animada americana, Smurfs.

### Primeira publicação
No início do ano de 1958, Peyo refletiu sobre o enredo da nova história de Johan et Pirlouit. Sua ideia era usar o mau talento musical de Peewit e elementos do conto O Flautista de Hamelin. Inicialmente, a ideia era por em mãos de Peewit uma flauta mágica. A história, cuja produção começou em março de 1958, três semanas depois da publicação da edição anterior, foi nomeado de "La Flûte à six trous" ("A flauta de seis orifícios").

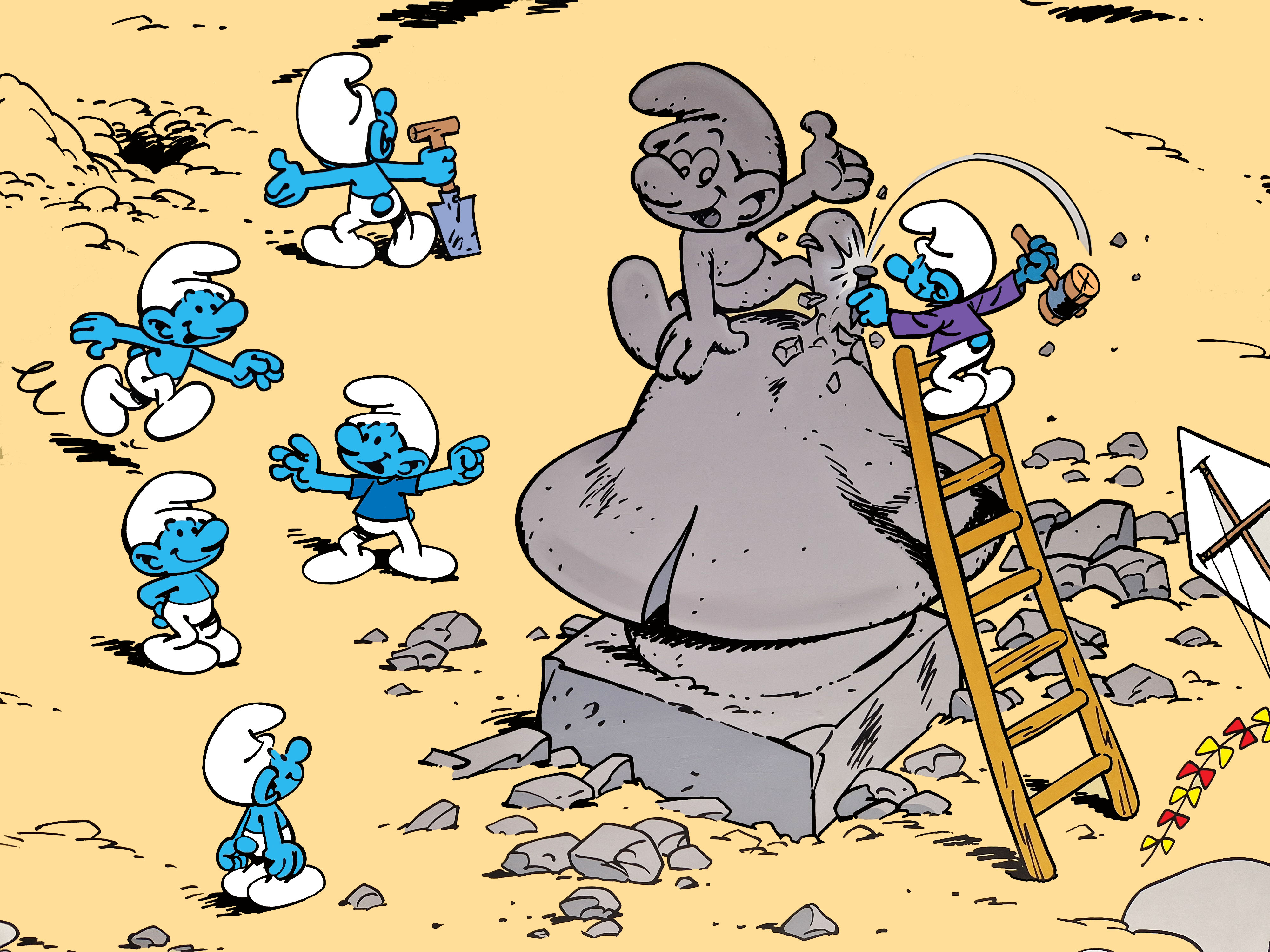
Les Schtroumpfs, afresco na estação Central de Bruxelas

No começo da história, havia quadrinhos de Peewit com uma flauta mágica que fazia dançar todos a quem ouvia. No restante da história, Peyo teve a ideia de integrar os criadores da flauta e reutilizar os lutins que vestiam um chapéu cor de rosa com flores e  haviam servido como esboço de um pequeno filme em sua passagem na Compagnie belge d'actualités. Ele usou a palavra com que se divertiu com André, "schtroumpf", para nomeá-los e sua esposa Nane teve a ideia de usar a cor azul para colori-los.
A apresentação aos leitores das novas criaturas foi feita de modo progressivo: primeiro é mostrado a linguagem Smurf, em seguida é mostrada a mão azul e finalmente o leitor presencia as novas personagens. Em alguns quadrinhos, Peyo demonstra um verdadeiro suspense com suas criaturas e seu domínio com a arte. As personagens, entretanto, não foi uma unanimidade na editora, sempre preocupada de que a censura francesa apontasse como inadequado a linguagem Smurf. O criador das personagens teve que tranquilizá-los, afirmando que eles somente apareceriam durante alguns quadros, o suficiente para que pudesse ser feito uma nova flauta mágica.
A história foi publicada como história em quadrinhos de Johan e Peewit, que foi publicada no Jornal Spirou do dia 23 de outubro de 1958. Os Smurfs voltam a aparecer nos quadrinhos Le pays maudit; La guerre des 7 fontaines; Le sortilège de Maltrochu; La horde du corbeau e La Nuit des Sorciers, todos histórias de Johan et Pirlouit.

## O Universo dos Schtroumpfs

### Schtroumpf

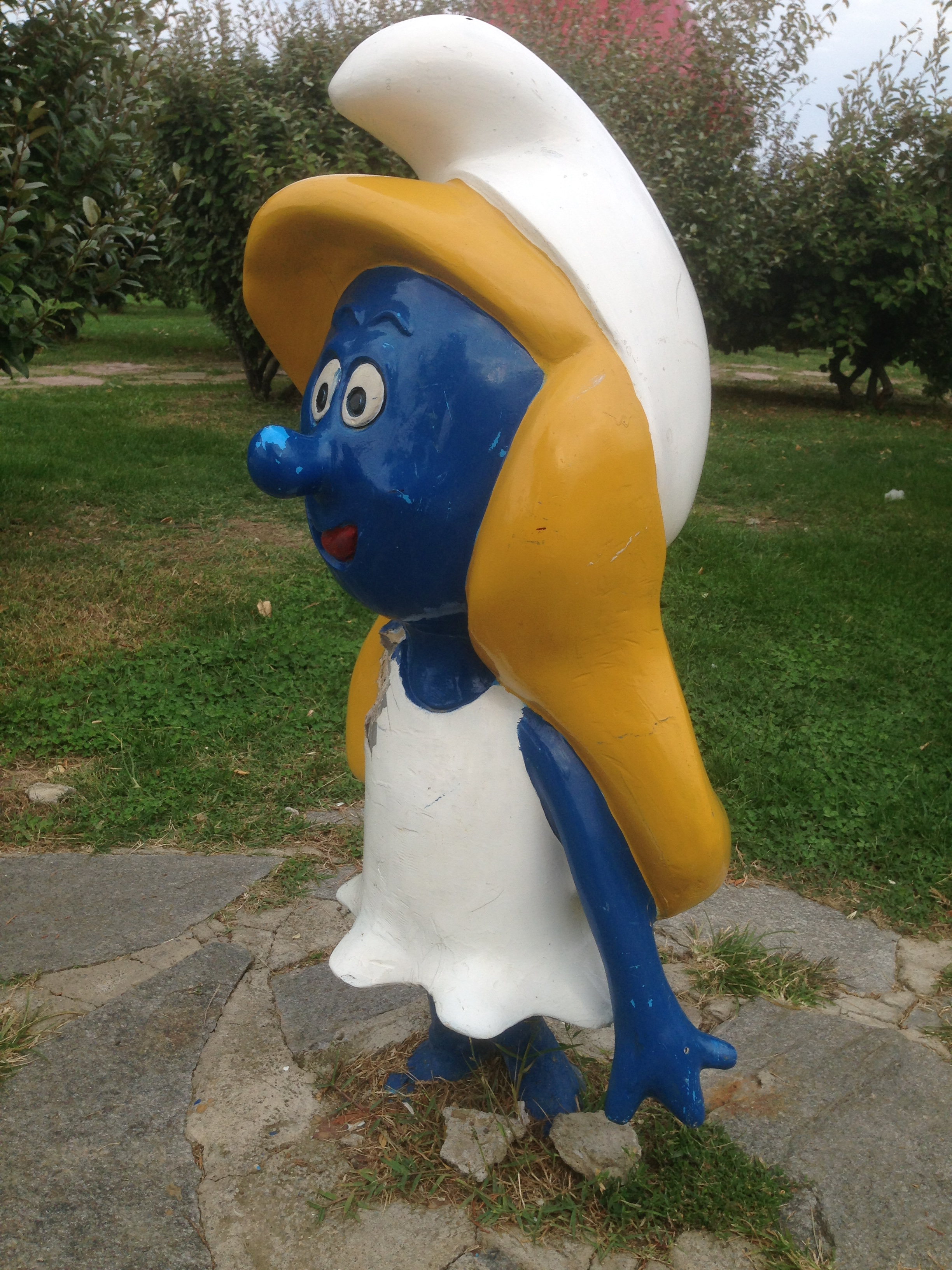
Uma das protagonistas da série, Schtroumpfette foi a primeira personagem feminina a aparecer na franquia.

Smurf é uma raça fictícia antropomórfica. Eles possuem praticamente a mesma forma: com altura equivalente a três maças de altura e pele azul. Possuem um longo período de vida, um Smurf equivalente ao adulto jovem humano possui cem anos e o Papai Smurf, líder da vila dos Smurfs e equivalente a um adulto humano de meia idade, possui 542 anos.
Na vila dos Smurfs, há mais de cem Smurfs, o número original dos quadrinhos, e a população varia dependendo da mídia: dentro dos quadrinhos e da série animada há 107 Smurfs, contando a presença de Smurfette, Bebê, Sassette, Vovô e Vovó; do filme Os Smurfs e suas sequências são adicionado dois Smurfs, Vexy e Hackus, ao número original de Smurfs. O modo de vestir dos Smurfs é, no geral, uniforme: o uso de um chapéu em formato de barrete frígio, da calça branca com um furo para sua cauda curta e de um par de calçado branco.

### Língua
| “ | Nossa vila foi smurfado por um smurf que smurfa smurf! | ” |
| — Um Smurf que tentava falar para humanos que a vila foi destruída (smurfado) por um dragão (smurf) que solta fogo (que smurfa smurf). |                                                        |   |

A característica da língua dos Smurfs é o frequente uso da palavra indefinida "smurf" e suas derivadas (como smurfar e smurfando). Os Smurfs comumente substituem substantivos e verbos pela palavra "smurf", por exemplo: "Nós vamos smurfar ao Rio Smurf hoje". Quando usado como verbo, a palavra "smurf" frequentemente substitui os verbos "ser", "estar", "gostar" ou "fazer".
A simples substituição de palavras por "smurf" feito por humanos pode ser insuficiente: no quadrinho La Flûte à Six Schtroumpfs, Pirlouit tenta pedir a um Smurf algo para comer, em uma tentativa de usar a língua, entretanto o Smurf lhe dá um machado; questionado, ele responde que o pedido foi para que ele desse algo para cortar (uma árvore) e não para comer, e Peewit enlouquece com a explicação.

#### Problemas linguísticos
A história em quadrinho Schtroumpf vert et vert Schtroumpf (que pode ser traduzido como "Smurf verde e verde Smurf" ou "Estrumpfe verde ou verde Estrumpfe"), publicado em 1972 na Bélgica, revelou que a vila é dividido em Norte e Sul e que eles possuem posições diferentes sobre o uso da palavra "Smurf": por exemplo, Smurfs do Norte chamam um certo objeto de "smurfador de garrafas" e Smurfs do Sul o chamam de "smurf abridor". Essa história pode ser considerada uma paródia da situação de conflito na Bélgica entre as comunidades valã e flamenga.

### Vila dos Smurfs
Quando apareceram pela primeira vez em 1958, os Smurfs viviam em uma parte do mundo chamado "Le Pays Maudit" (francês de "o País Amaldiçoado"). Para chegar lá requeria-se de magia ou uma viagem através de densas florestas, profundos pântanos salgados, ardente deserto e uma alta cordilheira. Os Smurfs usam as cegonhas para se locomoverem para lugares longes, tal como o reino onde Johan e Peewit moram, e para manterem-se atualizados nos acontecimentos do mundo exterior.
Na histórias de Johan et Pirlouit, a vila dos smurfs é feita de casas com formato de cogumelo de diferentes formatos e tamanhos em uma terra desolada e rochosa com somente poucas árvores. No entanto, na série própria dos Smurfs, as casas são mais semelhantes entre si e localizados claramente no meio de uma densa floresta com grama, um rio e vegetação. Humanos, como Gargamel, são mostrados morando nas proximidades, embora seja quase impossível para alguém de fora achar a vila dos Smurfs, exceto quando acompanhado por um Smurf.

### Economia
A comunidade dos Smurfs geralmente toma forma de um ambiente de cooperação, de compartilhamento e de gentileza baseado no princípio em que cada Smurf tem algo em que ele ou ela é bom de fazer e contribui com isso para a sociedade dos Smurfs com pode. Em retorno, cada Smurf colabora para as necessidades de cada um, de moradia e roupas até comida sem troca de dinheiro.

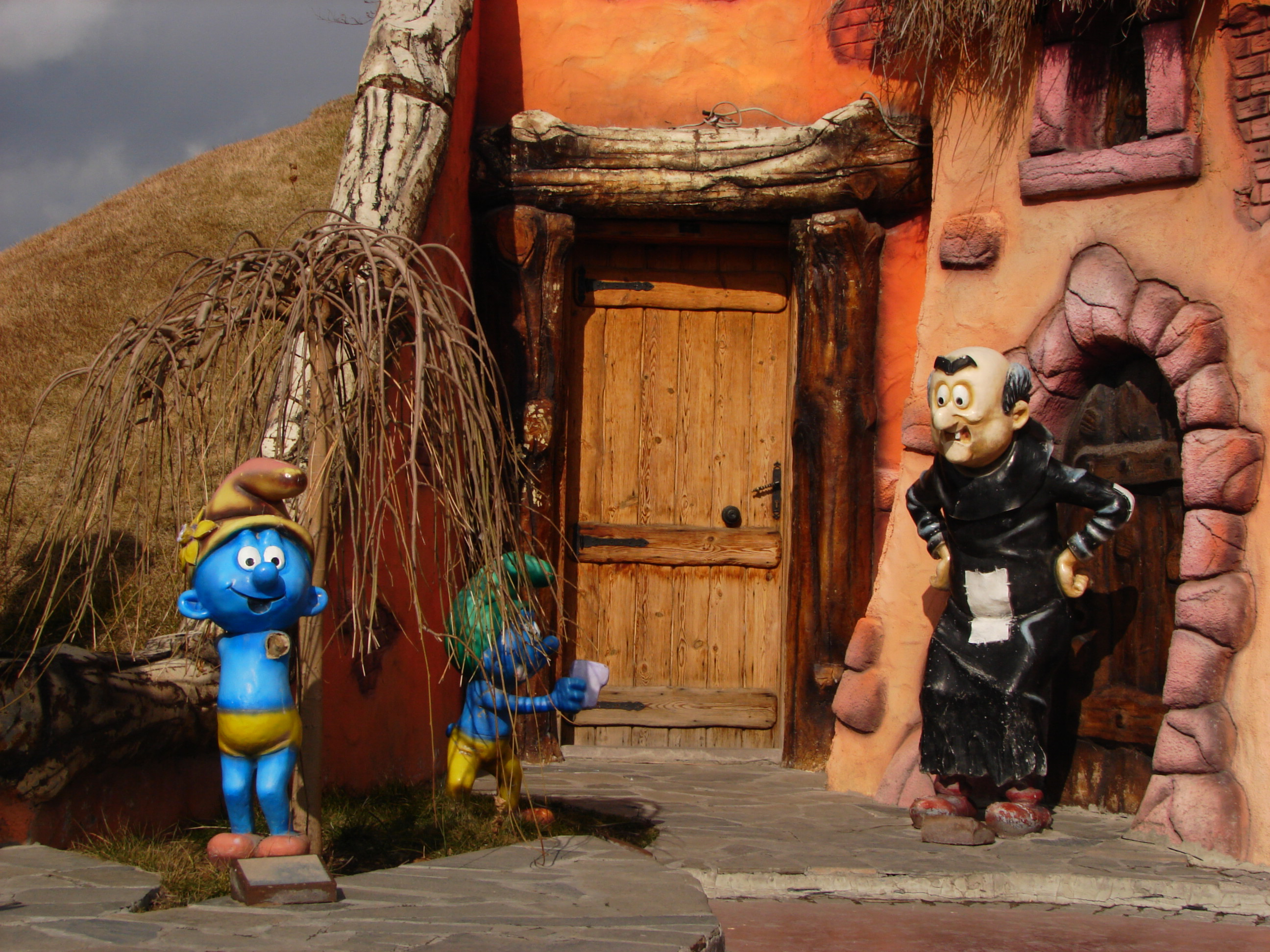
Da esquerda para direita: Smurf Vaidoso, Smurf Selvagem e Gargamel, sendo o último o principal antagonista da franquia.

### Personagens
O Papai Smurf é o líder da vila dos Smurfs. Os outros Smurfs são comumente nomeados por suas personalidades, como o Gênio, Ranzinza, Robusto, Vaidoso e Desastrado, ou por sua profissão, como o Poeta, Ator, Habilidoso, Harmonia e Fazendeiro. Há outros Smurfs que não são nomeados por essas categorias, tal como Papai Smurf, Bebê, Vovô, Vovó, Sassette, Smurfette, Vexy e Hackus.
Smurfette, Vexy e Hackus foram criados por Gargamel usando sua formula mágica e eles tiveram que ser convertidos em Smurfs. Sassette também é uma personagem criada da mesma fórmula; na história em quadrinhos não teve a necessidade de formula mágica para ser convertida para Smurf, mas no desenho animado houve.
Diversos personagens não Smurfs aparecem ao percorrer da história que incluem os vilões Gargamel, seu gato Cruel e a bruxa Hogatha e os amigos dos Smurfs que incluem o cavalheiro Johan, seu amigo Peewit e o mago Homnibus.

## Publicações e adaptações

### História em quadrinhos
Depois de seu primeiro aparecimento nos quadrinhos de Johan et Pirloit no ano de 1958, a partir do ano de 1959, graças ao imenso sucesso que fizeram os Smurfs, eles ganharam suas próprias histórias, sendo as primeiras compostas de mininarrativas. Em janeiro de 1960, a primeira história em quadrinhos em que apareceram os Smurfs foi reeditada e publicada com o nome de La Flûte à Six Schtroumpfs. Depois a publicação do quadrinho Schtroumpfonie en ut, no ano de 1963, os quadrinhos passaram a possuir o formato serializado da Spirou e aparecer em álbuns de publicidade. A partir do ano de 1989, os quadrinhos passaram a serem lançados em revista própria, Schtroumpf!. Depois da morte de Peyo, em 1992, seu filho Thierry Culliford continua a publicar novos quadrinhos.

### Desenho Animado
A série dos Smurfs, produzido pela Hanna-Barbera Productions em associação com SEPP International S.A., foi ao ar originalmente pela NBC de 12 de setembro de 1981 a 2 de dezembro de 1989 (com reprises até 25 de agosto de 1990). O show se tornou sucesso da NBC, lançando quase todo ano especiais em spin-off durante praticamente todo ano. A série dos Smurfs foi nomeado múltiplas vezes pelo premio Daytime Emmy e ganhou o Outstanding Children's Entertainment Series em 1982–1983. A série ficou continuamente no sucesso até 1990, quando depois de uma década de sucesso, NBC cancelou devido a sua decrescente audiência e planos de estender a sua franquia matinal Today e criar uma edição de sábado, no entanto não o fizeram até 1992 (dois anos depois). A decrescente audiência resultou na mudança de formato, sendo a história da última temporada da série sobre uma viagem temporal, com o objetivo de torná-la mais educacional por ensinar história.
No Brasil, a série foi transmitida pela Rede Globo de Televisão na década de 1980. O desenho foi reprisado pelo canal Gloob em uma nova dublagem.
Além disso, no fim dos anos 90, o SBT e a RedeTV! tentaram a sorte com o desenho.
Em Portugal, a série foi transmitida durante a mesma época pela RTP e posteriormente na TVI em 2005. A série foi reprisado no canal SIC K desde 2 de agosto de 2011.
Em 31 de agosto de 2017 foi anunciado que IMPS e Dupuis Audiovisuel estariam trabalhando na nova série de animação belga Os Smurfs. A série foi agendada para 2020, mas adiada para 2021. É co-produzida por Ketnet (Flandres), TF1 (França), KiKa (Alemanha), OUFTIVI (Valônia), Peyo Productions e Dupuis Audiovisuel (a filial de TV da editora de quadrinhos). Mostra novas histórias, não adaptações de quadrinhos ou outras histórias mais antigas. A série estreou originalmente em 18 de abril de 2021 no canal RTBF na Bélgica. Nos Estados Unidos, a série começou a ser transmitida pela Nickelodeon em 10 de setembro de 2021.
No Brasil, a série começou a ser exibida primeiramente na plataforma de streaming Paramount+ em 1 de novembro de 2021, e foi exibida no canal Nickelodeon Brasil em 5 de fevereiro de 2022. E foi exibida do seu canal irmão Nick Jr. Brasil em 6 de março de 2023. A série foi disponibilizada no YouTube Brasil em 30 de julho de 2022 e na Netflix em 1 de maio de 2023 (apenas a 1.ª temporada).

### Filmes e curtas-metragens

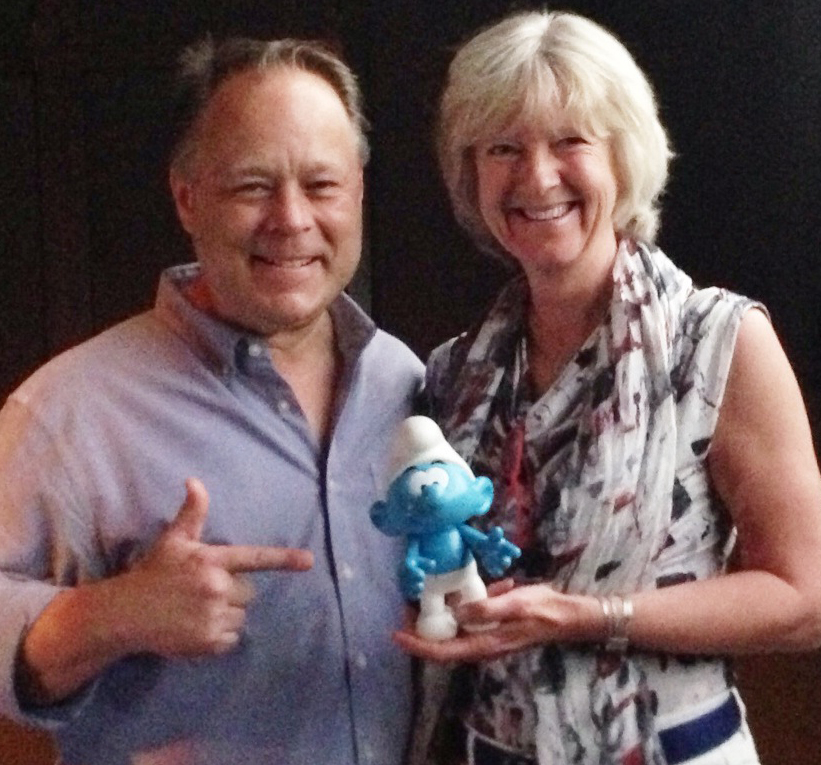
Kelly Asbury, diretor do filme Smurfs: The Lost Village, junto a Veronique Culliford, filha de Peyo e que está a segurar um boneco de Smurf.

Em 1976, La Flûte à six schtroumpfs (adaptação da história original de Johan et Pirlouit) foi lançado. No Brasil, esse filme foi conhecido com o nome "Os Smurfs e a Flauta mágica". Outras longas-metragens foram feitas, como 
Le bébé Schtroumpf e V'la les Schtroumpfs criados de episódios do desenho animado produzido pelo estúdio de animação da Dupuis. No total, foram criados dez curtas de animação entre 1961 e 1967, sendo a primeira série em preto e branco e as posteriores em cores.
Os Smurfs, produzido pela Sony Pictures Animation, feito em CGI e live-action, foi lançado em 29 de julho de 2011 nos cinemas e em 2 de dezembro do mesmo ano foi lançado em DVD e Blu-ray com o minifilme The Smurfs: A Christmas Carol. A sequência, Os Smurfs 2, foi lançado em 31 de julho de 2013. O minifilme Os Smurfs: A Lenda de Smurfy Hollow foi lançado em 10 de setembro de 2013. Em 2017, o filme Smurfs: The Lost Village foi lançado; em Portugal, aconteceu no dia 30 de março e recebeu o título Smurfs: A Aldeia Perdida e, no Brasil, em 6 de abril com o título Os Smurfs e a Vila Perdida.
Em 25 de agosto de 2021, no CinemaCon, foi anunciado que um novo filme dos Smurfs estava em produção. O filme será um musical e estava previsto para ser lançado em 20 de dezembro de 2024 pela Paramount Pictures e Nickelodeon. Em agosto de 2022, a Paramount Pictures anunciou que o filme foi adiado para 14 de fevereiro de 2025, com Sonic the Hedgehog 3 assumindo sua data de lançamento anterior. Em outubro de 2024, houve um novo adiamento, desta vez para 18 de julho de 2025.

#### Cartoon All-Stars to the Rescue
Três personagens da franquia, Papai Smurf, Robusto e Gênio, apareceram no filme crossover de prevenção da toxicodependência Cartoon All-Stars to Rescue, junto com outros personagens de desenhos animados. Smurfette não participa no filme, aparecendo apenas no cartaz e capa de VHS.

### Gravações musicais
Durante diversas décadas, diversas músicas e álbuns dos Smurfs foram lançados em diferentes línguas, obtendo sucesso algumas vezes, com milhares de cópias vendidas. O primeiro mais conhecido single é o The Smurf Song e seu álbum, criado pelo músico holandês Pierre Kartner, quem canta a música com Father Abraham. A música ficou em primeiro lugar em dezesseis países. No mundo todo, dez milhões de CDs com música dos Smurfs foram vendidos durante 2005 e 2007.
Em 1989, I.M.P.S and R-Tek Music, International criou Smurfin!: Tenth Anniversary Commemorative Album, lançada pelo Quality Special Products no Canada e The US and Dino Music na Austrália. Foi, também, lançado na Europa. Possui cover de músicas como Surfin' U.S.A., Kokomo, The Lion Sleeps Tonight e I Think We're Alone Now, além de duas músicas originais.
No Brasil, em 1985, foi lançado o álbum "Aí vem os Smurfs" em LP, da gravadora Som Livre, que possui 12 músicas, incluindo uma versão cantada da música de abertura.

### Jogos eletrônicos

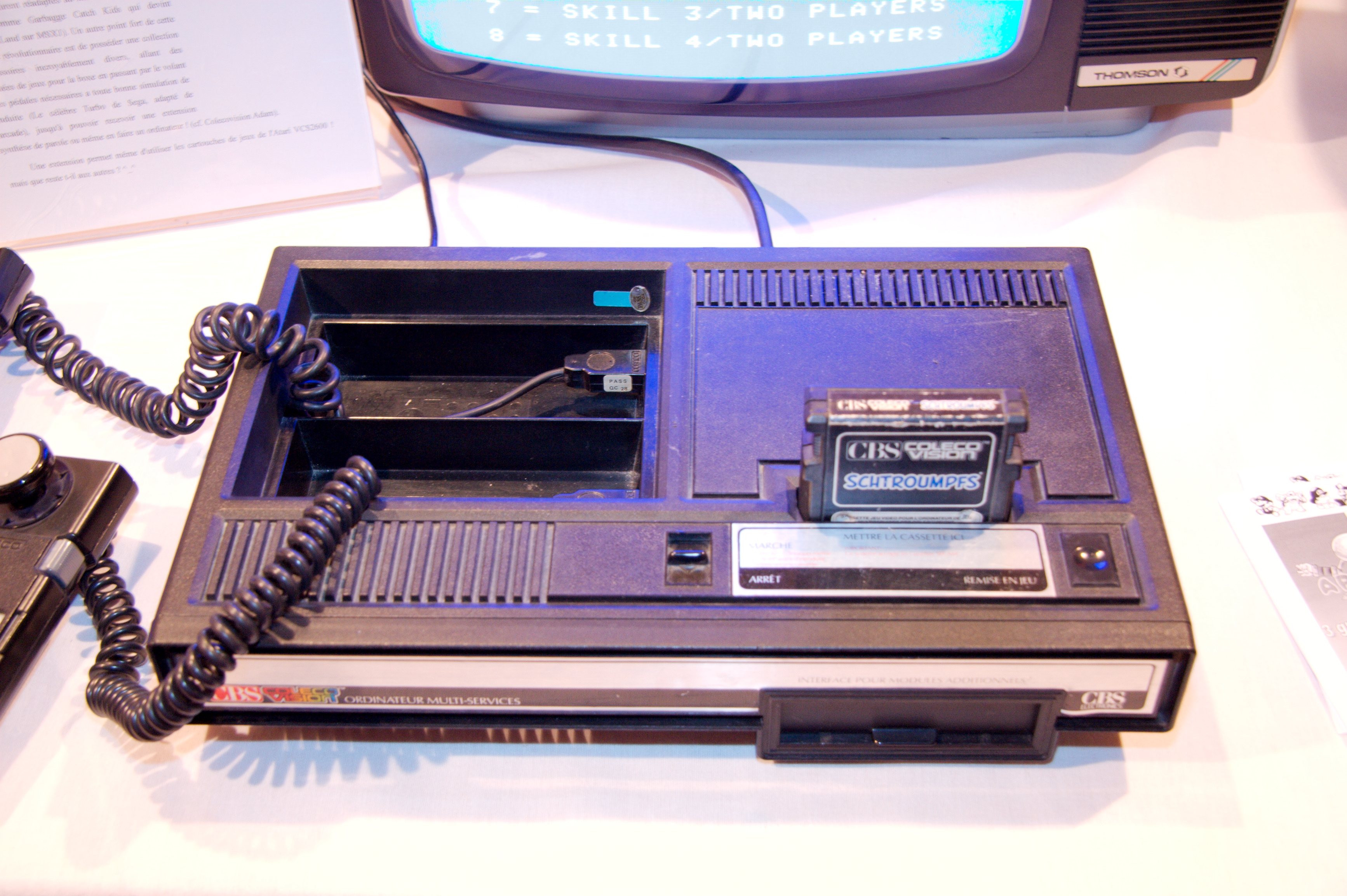
O console ColecoVision com o cartucho de Schtroumpf.

Os Smurfs apareceram em jogos eletrônicos em grande parte dos consoles e sistemas moveis. Os jogos lançados foram:
- Smurf: Rescue in Gargamel's Castle (1982 — Atari 2600 e ColecoVision)
- The Smurfs Save the Day (1983 — Atari 2600)
- Tiger Smurf / Schtroumpf Large Screen (1983)
- Smurf Paint 'n' Play Workshop (1984 — ColecoVision)
- The Smurfs (1994 — NES, Super Nintendo, Master System, Game Boy, Game Gear; 1995 — Mega Drive, Mega-CD; 1997 — PC; 2002 — Game Boy Advance)
- Learn With The Smurfs (1996 — Windows)
- The Smurfs (1999 — PlayStation 1)
- The Smurfs' Nightmare (1999 — Game Boy Color)
- The Adventures of the Smurfs (2000 — Game Boy Color)
- Smurf Racer! (2001 — PlayStation)
- Smurfs' Village (2010 — iOS; 2011 — Android)[69]
- The Smurfs (2011 — Nintendo DS)[70]
- Smurfs Vs. Gargamels (2011 — iOS)
- The Smurfs Dance Party (2011 — Wii)
- The Smurfs Hide & Seek with Brainy (2012 — iOS)
- The Smurfs 2 (2013 — Wii, Wii U, Nintendo DS, PlayStation 3, Xbox 360)[71]
- Smurfs Epic Run (2016 — Android, iOS)[72][73]

### UNICEF
Em 2005, uma propaganda estrelando os Smurfs foi ao ar na Bélgica em que a vila dos Smurfs é aniquilada pelos aviões de guerra. Desenvolvido pela UNICEF e aprovado pela família de Peyo, o episódio de 25 segundos foi exibido na rede nacional após as 9 horas da noite para evitar o público infantil. Essa foi a chave para o fundo de arrecadação do braço belga da UNICEF para arrecadar dinheiro para a reabilitação de antigas crianças soldados no Burundi e República Democrática do Congo, antigas colônias belgas.
Em homenagem do 50.º aniversário em 2008, os Smurfs começaram o "Happy Smurfday Euro Tour" por um ano com parceria da UNICEF. Os Smurfs visitaram 15 países europeus no dia do seu 50.º aniversário em forma de publicidade distribuindo estatuetas brancas. Os recipientes poderiam ser usados para decoração ou ser enviados para uma competição. Os resultados da competição foi anunciado e o total arrecadado foi de 124.700 euros para a UNICEF.

### Moeda
A Bélgica, país de origem de Peyo, criador dos Smurfs, cunhou uma série de moedas de 5 euros com uma figura de um Smurf em 2008, a fim de comemorar o 50.º aniversário de existência dos personagens.

### Na cultura popular e paródias
- No desenho Yin Yang Yo!, os Smurfs aparecem como criaturinhas pequenas, chamadas de Smorks, são iguais aos Smurfs nas aparências, os Smorks também disseram que moravam numa casa de cogumelo, igual a dos Smurfs. Porém os Smorks não são bons, eles queriam substituir a população por Smorks, mas graças aos dois protagonistas, Yin e Yang, os Smorks se multiplicaram na casa do inimigo deles, Carl.
- Na primeira versão do cartoon de As Tartarugas Ninja, eles são citados como o desenho animado favorito dos vilões Bebop e Rocksteady.
- No desenho Nilba e os Desastronautas, o episódio "Nilbatar" faz uma paródia aos Smurfs quando o protagonista Nilba se transforma num D'javi (paródia dos N'avi do filme Avatar) e vai parar numa aldeia similar a dos Smurfs onde ele se encontra com dois D'javis similares a Papai Smurf e Smurffete.

## Suposta analogia ao Comunismo
O desenho chamou atenção de alguns comentaristas políticos nos anos 80. Segundo eles os Smurfs seriam uma referência ao Comunismo. A comunidade divide fraternamente tudo o que produz, não há classes sociais, vestem o mesmo tipo de roupa (calças e touca brancas), exceto o seu líder, que veste as mesmas peças de vestuário, porém na cor vermelha. Em oposição aos Smurfs, levando em consideração a ideia de que realmente sejam comunistas, estão Gargamel e Cruel, o gato. A dupla inimiga representa o imperialismo, a vontade de dominar os "mais frágeis". O passatempo de Gargamel era capturar e cozinhar os Smurfs para transformá-los em ouro numa suposta referência em oprimir a classe trabalhadora e transferir os lucros aos burgueses capitalistas. Chegou-se mesmo a afirmar que o nome original "Schtroumpf" foi alterado para "Smurf" para coincidir com as iniciais da expressão "Socialist Men Under Red Father", literalmente: "Homens Socialistas Sob (o comando do) Pai Vermelho", sendo que o "Pai vermelho" seria o líder Papai Smurf, o único a se vestir de vermelho, cor-símbolo do movimento Comunista.
Outras acusações, contudo, mencionariam possíveis referências ao Nazismo, antissemitismo e sexismo.
Acerca destas acusações, Thierry Culliford, filho de Peyo e atual dirigente do Studio Peyo, disse que as acusações estavam "entre o grotesco e a falta de seriedade".